# Chionaema rubriterminalis
Chionaema rubriterminalis là một loài bướm đêm thuộc phân họ Arctiinae, họ Erebidae.